# Medicina alternativa
La medicina alternativa o medicina no convencional engloba totes aquelles pràctiques presentades com si tinguessin els efectes guaridors de la medicina però que no es basen en evidències obtingudes utilitzant el mètode científic. Consisteix en un ampli ventall de pràctiques que no entren en el camp de la medicina convencional, com ara l'homeopatia, la quiropràctica i l'acupuntura, que apel·len a la pseudociència, i que per tant, la seva efectivitat no ha estat provada més enllà de l'ocasional efecte placebo.

## Definicions

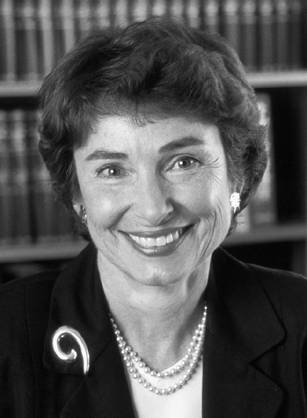
Marcia Angell: "No hi poden haver dos tipus de medicina, la convencional i l'alternativa".

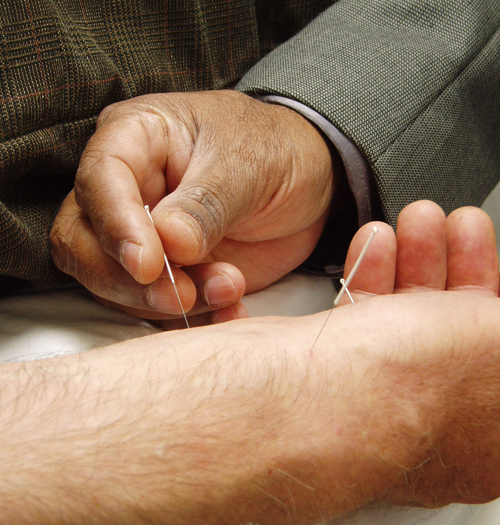
L'acupuntura consisteix en clavar agulles al cos.

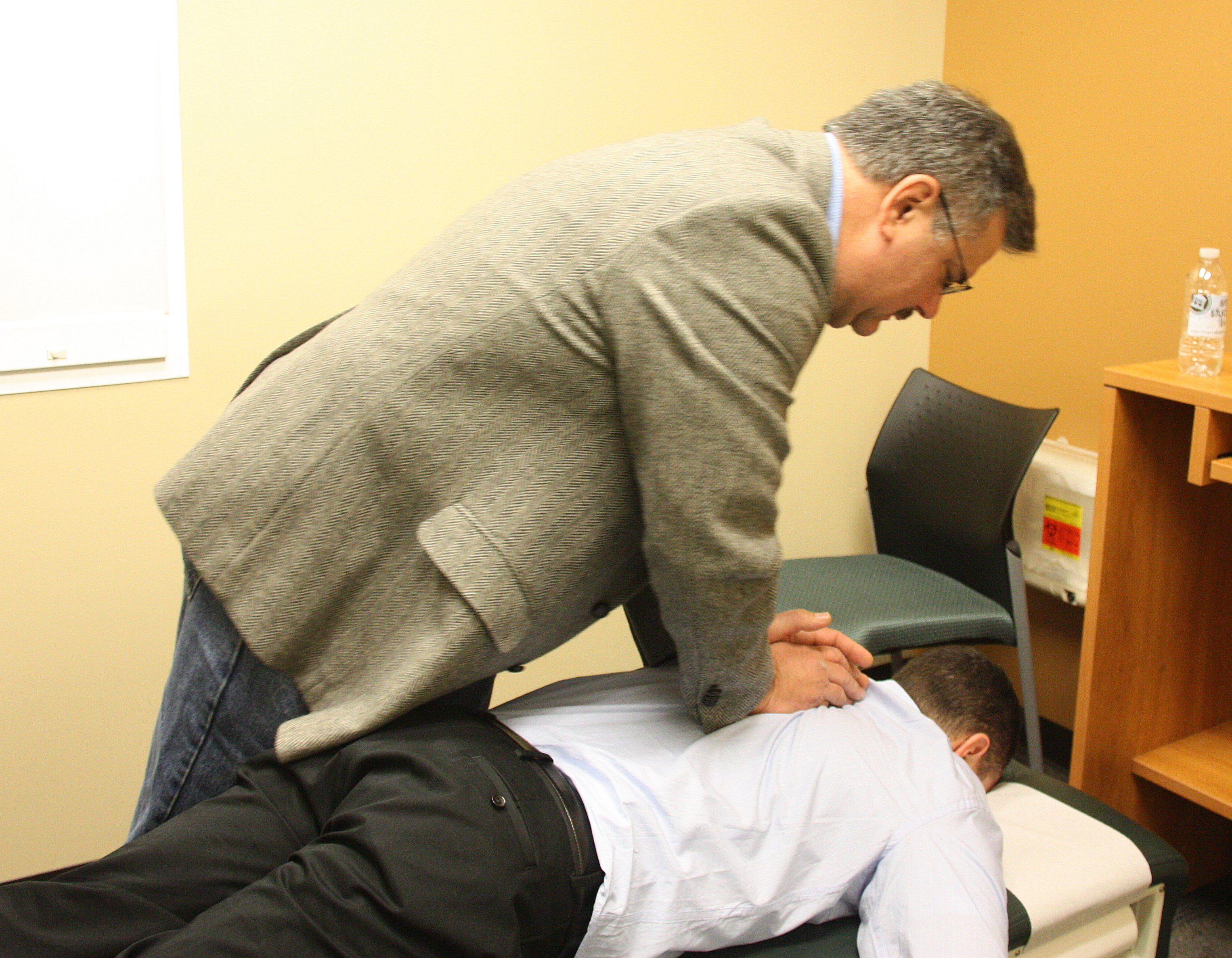
Una persona exercint la quiropràctica.

Les diverses pràctiques de la medicina alternativa es diferencien en l'origen històric, la base teòrica, la tècnica de diagnosi, la pràctica terapèutica i la seva relació amb la medicina estàndard, fent-ne difícil una definició de conjunt més enllà del comú denominador de no estar basada en el mètode científic. És per això que n'existeixen diverses definicions:
- La Col·laboració Cochrane[7] descriu les medicines complementàries i alternatives com un ampli àmbit de recursos curatius que engloba els sistemes de salut, les modalitats i pràctiques, i les seves corresponents teories i creences, que no són les del sistema de salut políticament predominant en una societat o cultura en particular en un determinat període històric.[8]
- L'OMS defineix la medicina tradicional com "la suma total del coneixement, habilitats i pràctiques basades en teories, creences i experiències originades en diferents cultures, ja sigui explicables o no, utilitzades en el manteniment de la salut, així com en la prevenció, diagnosi, millora o tractament de malalties físiques i mentals." Afegeix també que els termes medicina complementària, medicina alternativa i medicina no convencional s'utilitzen de manera intercanviable amb el de medicina tradicional en alguns països, especialment quan aquestes pràctiques no són part de la mateixa tradició del país.[9]
- Segons el National Center for Complementary and Alternative Medicine (NCCAM) dels Estats Units, la 'medicina complementària i alternativa és un conjunt divers de sistemes, pràctiques i productes mèdics i d'atenció de la salut que no es considera actualment part de la medicina convencional.
- Les definicions normatives diferencien la medicina alternativa de la biomedicina estàndard en el fet que les primeres agrupen teràpies que no estan demostrades, validades o que són inefectives, i que formen part de teories sense una base científica reconeguda.[10] Com a exemple d'aquestes definicions, una editorial del New England Journal of Medicine argumentava el 1998 que

| «                      | (anglès) It is time for the scientific community to stop giving alternative medicine a free ride. There cannot be two kinds of medicine – conventional and alternative. There is only medicine that has been adequately tested and medicine that has not, medicine that works and medicine that may or may not work. Once a treatment has been tested rigorously, it no longer matters whether it was considered alternative at the outset. If it is found to be reasonably safe and effective, it will be accepted. But assertions, speculation, and testimonials do not substitute for evidence. Alternative treatments should be subjected to scientific testing no less rigorous than that required for conventional treatments. | (català) És hora que la comunitat científica deixi de donar corda a la medicina alternativa. No hi pot haver dos tipus de medicina —convencional i alternativa. Hi ha només medicina que ha estat comprovada adequadament i medicina que no n'ha estat, medicina que funciona i medicina que podria funcionar o podria no funcionar. Una vegada s'ha comprovat rigorosament un tractament, ja no és importat si inicialment se'l considerava alternatiu. Si es troba que és raonablement segur i efectiu, serà acceptat. Però afirmacions categòriques, especulació i testimonis no són substituts de l'evidència. Els tractaments alternatius haurien d'estar sotmesos a proves científiques no menys rigoroses que les que es demanen als tractaments convencionals. | » |
| — Marcia Angell et al. | | |   |

Aquestes definicions rebutgen doncs directament utilitzar el terme medicina per a aquestes pràctiques: "No hi ha tal cosa com la medicina alternativa. Hi ha medicina que funciona i medicina que no funciona."
D'altra banda, medicina complementària és el nom que rep la medicina alternativa quan s'utilitza conjuntament amb la medicina convencional en la creença, no demostrada mitjançant el mètode científic, que "complementa" el tractament.

## Classificació i exemples
Com s'ha mencionat anteriorment, la gran diversitat de pràctiques dificulten la definició de medicina alternativa. El mateix és cert per a la seva classificació. El NCCAM utilitza una classificació pragmàtica d'aquestes teràpies i sistemes en cinc àrees:
- Sistemes integrals o complets. Són els que es construeixen al voltant de sistemes complets de teoria i pràctica, amb un mètode de diagnosi i tractament diferent de la medicina convencional. Alguns són sistemes culturals, com l'ayurveda i la medicina tradicional xinesa, mentre que d'altres com l'homeopatia i la naturopatia són relativament recents.[14]
- Pràctiques biològiques. Són aquelles pràctiques que utilitzen substàncies que es troben a la natura, ja sigui pel seu gust, aroma o possibles propietats terapèutiques. Exemples: fitoteràpia, teràpia nutricional, tractaments amb suplements nutricionals i vitamines.
- Pràctiques de manipulació i basades en el cos. Són les que fan èmfasi en la manipulació o moviment d'una o més parts del cos. Exemple: osteopatia, quiropràctica, quiromassatge i drenatge limfàtic, reflexologia, xiatsu i sotai, aromateràpia.
- Tècniques de la ment i el cos. Són les que intenten utilitzar la ment per afectar els símptomes i funcions corporals. Exemples: ioga, meditació, curació mental, oració, cinesiologia, hipnoteràpia, sofronoització, musicoteràpia, artteràpia.
- Tècniques sobre la base de l'energia. Són aquelles basades en suposats "camps d'energia" que els seus practicants creuen que envolten i penetren el cos. Exemples: qi-gong, txi-kung, reiki, teràpia floral, teràpia biomagnètica o amb camps magnètics.

## Regulació
Catalunya va elaborar una norma concreta per regular algunes de les teràpies de la medicina alternativa, però fou anul·lada pel Tribunal Superior de Justícia de Catalunya. A l'Estat espanyol no hi ha normativa específica que reguli globalment les teràpies naturals; els centres on es realitzen teràpies naturals estan regulats pel Reial Decret 1277/2003. La Unió Europea ha adoptat dues directives sobre els productes homeopàtics (una pels humans, l'altra per a productes veterinaris) que van entrar en vigor l'1 de gener de 1994 i que en regulen la producció, inspecció, publicitat i etiquetatge.
Alemanya i el Regne Unit han optat per introduir restriccions amb la finalitat de protegir les seves poblacions contra els possibles efectes cancerígens d'alcaloides pyrrolizidina, presents en algunes herbes medicinals.

## Ús
Segons un estudi de l'anomenat Observatori de les Teràpies Naturals de 2008, el 23,6% de la població espanyola ha utilitzat almenys una vegada les teràpies naturals. Entre ells, les pràctiques més populars són el ioga (32,5%), l'acupuntura i medicina tradicional xinesa (31,5%), el quiromassatge (28,4%) i l'homeopatia (23,0%). La popularitat de cada pràctica varia de gran manera segons la zona. L'usuari tipus és una dona de classe mitjana-alta o alta, d'entre 36 i 45 anys i d'àrees metropolitanes.
L'ús de la medicina alternativa en els països desenvolupats sembla incrementar-se. En els països en desenvolupament l'accés als medicaments essencials està restringit per la pobresa i la medicina tradicional forma la base similar a la medicina alternativa és la base del sistema de salut. Segons un estudi de 1998 fet en 13 països un 31% dels pacients amb càncer van fer servir alguna forma de medicina alternativa o complementària.
A l'Estat espanyol, només algunes poques assegurances mèdiques donen cobertura de medicina alternativa.
Els estatunidencs gasten més de 27.000 milions de dòlars anuals en la medicina alternativa i complementària.